# Marie-Josée Gauthier
Pour les articles homonymes, voir Gauthier.
Marie-Josée Gauthier est une actrice et metteuse en scène québécoise. Elle enseigne à l'École nationale de cirque.

## Parution au théâtre
- 2014 : Le souffleur de verre : La commère
- 2013 : Grains : Roger Hugues, Louise Schmeiser, Sur Catherine Fairbairn, Anne Clark
- 2009 : Sexy béton : Entrepreneuse anonyme, Marie Mercandante
- 2009 : My name is Jean-Paul : La femme
- 2007 : Les Jours fragiles (adaptation au théâtre) : Isabelle Rimbaud
- 2006 : Roche papier ciseau : Meg
- 2002 : Le Shaga et Yes Peut-être : A
- 2001 : Six personnages en quête d'auteur : Actrice belle-fille
- 2000-2001 : Comme des chaises : Tuppe
- 1996 : La Musica deuxième : Anne-Marie Roche
- 1995 : La Musica deuxième : Anne-Marie Roche
- 1994 : Ma grosse chum de fille : Christiane
- 1993 : L’affaire Tartuffe : Jeanne de Grandpré
- 1991 : Une sorte d'Alaska : Deborah
- 1990 : L'affaire Tartuffe : Jeanne de Grandpré
- 1990 : Les chantiers de la bombe : Catherine

## Filmographie
- 2004 : Monica la mitraille : Marie-Ange
- 1998 : Le Violon rouge : Hôtel Concierge (Montréal)
- 1995 : Liste noire : Femme journaliste
- 1993 : Thirty Two Short Films About Glenn Gould : Professor
- 1992 : L'Automne sauvage : Helene Minton
- 1991 : Espion junior (If Looks Could Kill) : Coach Stewardess
- 1991 : The Aquanaut
- 1990 : Ding et Dong, le film : Linda
- 1989 : Comment faire l'amour avec un nègre sans se fatiguer : Miz Mistique
- 1989 : Sous les draps, les étoiles : Sylvie
- 1989 : Trois pommes à côté du sommeil : Geneviève
- 1986 : Qui a tiré sur nos histoires d'amour : Lise
- 1983 : Bonheur d'occasion : Invitee party

## Mise en scène
- 2016 : Demain (cirque)
- 2013 : Trafiquée
- 2013 : La Strada (cirque) avec l'Orchestre symphonique de Logueuil
- 2011 : Pomme Grenade (cirque)
- 2010 : C'est ainsi mon amour que j'appris ma blessure (co-mise en scène avec Denis Lavalou)
- 2006 : Mi Ricordo (co-mise en scène avec Veronica Melis)
- 2005-2006 : La maison de Bernarda
- 2001 : Juliette (co-mise en scène avec Estelle Clarton)
- 1999 : Une boutique fantasque
- 1998 : Lucky Lady
- 1997 : Présage de pluie
- 1996 : La Manie de la villégiature
- 1996 : Adesias
- 1996 : Dialogue avec un brillant partenaire

## Compagnies
- Cofondatrice du théâtre Complice
- Cofondatrice du collectif du Cheval cabré